# Elsa Kieckhöfer
Elsa Kieckhöfer, geb. Toninger (* um 1955)  ist eine deutsche Tischtennisspielerin mit aktiver Zeit in den 1970er und 1980er Jahren. Bei Deutschen Meisterschaften gewann sie zwei Medaillen im Mixed.

## Werdegang
Elsa Toninger spielte zunächst beim Verein Post SV Pforzheim und ab Anfang der 1970er Jahre bei Post SV Karlsruhe. Erste Erfolge stellten sich ab 1970 im Jugendbereich ein. 1970 gewann sie die deutsche Jugendmeisterschaft im Doppel mit Ruth Richter. Bei den süddeutschen Meisterschaften 1971 siegte sie zusammen mit Petra Gassong im Doppel. Im gleichen Jahr trat sie bei der Jugendeuropameisterschaft in Ostende an. Hier erreichte sie mit Manfred Baum das Endspiel im Mixed.
Auch im Erwachsenenbereich war Elsa Toninger erfolgreich. Mitte der 1970er Jahre heiratete sie und trat danach unter dem Namen Kieckhöfer auf. Bei den Gesamtbadischen Meisterschaften gewann sie sechs Titel im Einzel, nämlich 1971, 1973, 1975, 1977, 1978, und 1980/81.
Zwei Doppeltitel holte sie bei Süddeutschen Meisterschaften, 1973 mit Inge Harst und 1976 mit Rose Diebold. Bei der Deutschen Meisterschaft 1978 holte sie Bronze im Mixed mit Manfred Baum, bei der DM 1980 stand sie mit Peter Stellwag sogar im Mixed-Endspiel.